# كيويتيا ستريت
كيويتيا ستريت (بالإنجليزية: Kiwitea Street)‏ هو ملعب متعدد الأغراض يقع في مدينة أوكلاند بنيوزيلندا. تم افتتاحه عام 1965 ويستخدم عادةً في مباريات كرة القدم. يعتبر الملعب الذي يخوض فيه ناديا أوكلاند سيتي وسنترال يونايتد مبارياتهما الرسمية.